# Amalia in Baviera
Amalia in Baviera (nome completo in tedesco Amalie Maria; Monaco di Baviera, 24 dicembre 1865 – Stoccarda, 26 maggio 1912) è stata una duchessa bavarese.
Fu duchessa consorte di Urach dal 1892 al 1912, come moglie di Guglielmo II.

## Biografia

### Gioventù

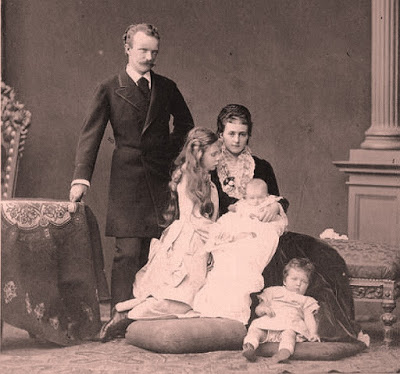
Amalia, da bambina a sinistra, in uno scatto con il padre, la matrigna Maria José e le sorellastre Sofia e Elisabetta

Unica figlia di Carlo Teodoro e di Sofia di Sassonia,  le venne dato il nome della nonna materna. Veniva citata in gioventù come Amélie, nelle lettere dei parenti.
Fu molto legata alle cugine Luisa d'Orléans e Maria Valeria d'Asburgo-Lorena. Rimase provata dalla tragica morte del cugino, l'arciduca Rodolfo, nel 1889.
Sposò Guglielmo II di Urach (figlio maggiore di Guglielmo I e di Florestina di Monaco e in seguito re di Lituania) il 4 luglio 1892 a Tegernsee.

### Mecenatismo
Dopo le nozze rivestì diversi incarichi onorari. Fu protettrice del liceo femminile cattolico di Stoccarda, dell'Associazione Bellica e Militare "Duchessa Amalia" a Engstingen e della Vinzenz-Elisabethen-Verein.

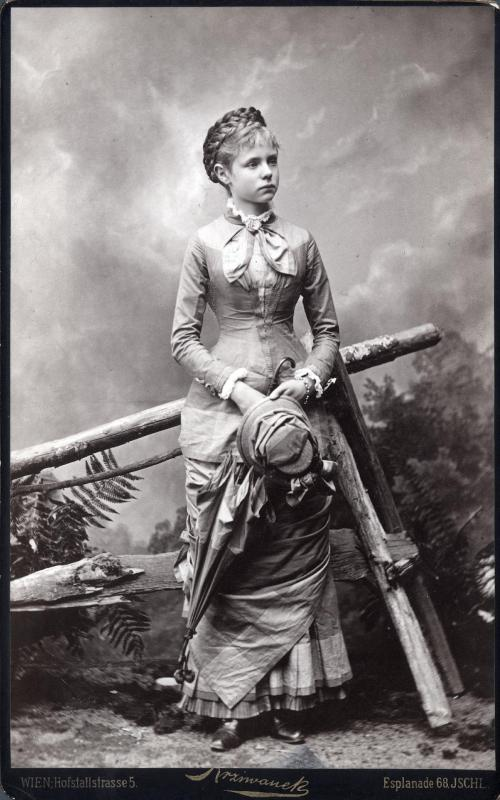
Amalia in un ritratto d'epoca

Degna di nota fu la sua propensione alla musica. Probabilmente fu un'allieva dell'organista Joseph Gabriel Rheinberger, come suggerisce un commento della duchessa su uno spartito con un esercizio di armonia del compositore. Intrattenne rapporti mecenateschi ed epistolari con diverse personalità musicali, tra cui Max von Schillings, Heinrich e Therese Vogl ed Hermann Levi. Ebbe un rapporto speciale anche con Richard Wagner, rimanendo in contatto con le figlie Eva e Isolde von Bülow.
Con suo zio, Francesco Giuseppe I, sostenne il compositore Anton Bruckner che, grazie alla sua mediazione, ricevette un reddito annuo e un appartamento nel Belvedere di Vienna.

### Morte

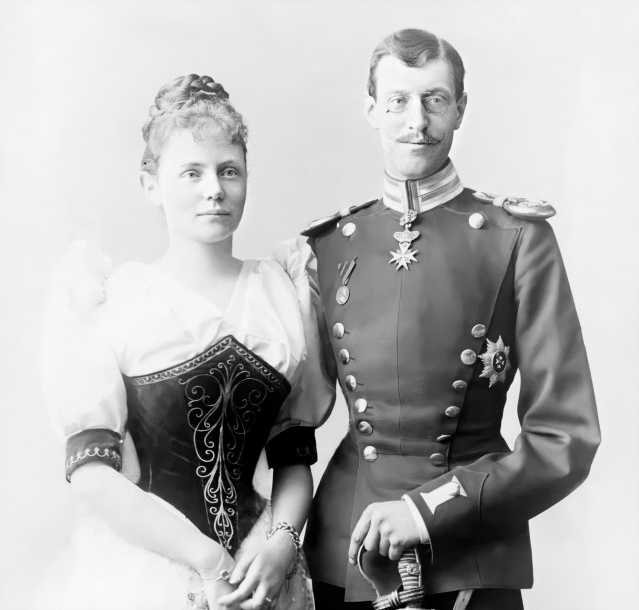
La coppia ducale di Urach

Morì a Stoccarda il 26 maggio 1912 in seguito alla nascita del suo nono figlio. Fu sepolta nella cripta della chiesa del castello di Ludwigsburg.

## Discendenza
Amalia in Baviera e Guglielmo di Urach ebbero nove figli:
- Principessa Marie Gabriele di Urach (1893-1908)
- Principessa Elisabetta di Urach (1894-1962) che sposò il Principe Carlo Aloisio del Liechtenstein (1878-1955), uno zio di Francesco Giuseppe II del Liechtenstein, da cui ebbe figli.
- Principessa Carola di Urach (1896-1980)
- Principe Wilhelm di Urach (1897-1957), che sposò morganaticamente Elisabeth Theurer (1899-1988) ed ebbe due figlie femmine, Elisabeth e Marie Christine, nessuna delle due si sposò.
- Karl Gero, Duca di Urach (1899-1981), III Duca, che sposò la Contessa Gabriele von Waldburg zu Zeil und Trauchburg (1910-2005). senza figli.
- Principessa Margarete di Urach (1901-1975)
- Principe Alberto di Urach (1903-1969). Sposà prima Rosemary Blackadder e in seconde nozze Ute Waldschmidt. Divorziò ed ebbe figli da entrambe. Sua figlia Marie Gabrielle (aka Mariga) fu la prima moglie di Desmond Guinness. Diplomatico ed artista trasformatosi in giornalista ed esperto dell'Estremo Oriente. I suoi matrimoni furono considerati morganatici ma i suoi discendenti possono rivendicare i titoli che si trasmettono per la maggiore linea femminile.
- Principe Eberhard di Urach (1907-1969), sposò la Principessa Iniga di Thurn und Taxis (1925-2008) ed ebbero figli; inclusi Carlo Anselmo, Duca di Urach e Guglielmo Alberto, Duca di Urach l'attuale e V Duchi di Urach. Mentre in qualità di pretendente immaginario alla corona di Lituania, non ha fatto una richiesta formale pubblica. I discendenti di Eberhard ereditano il ducato, sulla base del principio di legge salica di primogenitura agnatizia
- Principessa Mechtilde di Urach (1912-2001), sposò Federico Carlo III, Principe di Hohenlohe-Waldenburg-Schillingsfürst, ed ebbero figli.

## Ascendenza
|                                  |                                               |                                          | Genitori                                   |  |  | Nonni |  |  | Bisnonni               |  |  | Trisnonni            |  |
|                                  |                                               |                                          |                                            |  |  |       |  |  | Pio Augusto in Baviera |  |  | Guglielmo in Baviera |  |
|                                  |                                               |                                          |                                            |  |  |       |  |  | Pio Augusto in Baviera |  |  | Guglielmo in Baviera |  |
|                                  |                                               | Maria Anna di Zweibrücken-Birkenfeld     |                                            |  |  |       |  |  | Pio Augusto in Baviera |  |  |                      |  |
| Massimiliano Giuseppe in Baviera |                                               |                                          |                                            |  |  |       |  |  | Pio Augusto in Baviera |  |  |                      |  |
|                                  |                                               | Amalia Luisa di Arenberg                 | Louis-Marie, Duca di Arenberg              |  |  |       |  |  |                        |  |  |                      |  |
|                                  |                                               | Amalia Luisa di Arenberg                 | Louis-Marie, Duca di Arenberg              |  |  |       |  |  |                        |  |  |                      |  |
|                                  |                                               | Amalia Luisa di Arenberg                 | Marie Adélaïde Julie de Mailly             |  |  |       |  |  |                        |  |  |                      |  |
| Carlo Teodoro in Baviera         |                                               | Amalia Luisa di Arenberg                 |                                            |  |  |       |  |  |                        |  |  |                      |  |
|                                  |                                               | Massimiliano I Giuseppe di Baviera       | Federico Michele di Zweibrücken-Birkenfeld |  |  |       |  |  |                        |  |  |                      |  |
|                                  |                                               | Massimiliano I Giuseppe di Baviera       | Federico Michele di Zweibrücken-Birkenfeld |  |  |       |  |  |                        |  |  |                      |  |
|                                  |                                               | Massimiliano I Giuseppe di Baviera       | Maria Francesca del Palatinato-Sulzbach    |  |  |       |  |  |                        |  |  |                      |  |
| Ludovica di Baviera              |                                               | Massimiliano I Giuseppe di Baviera       |                                            |  |  |       |  |  |                        |  |  |                      |  |
|                                  |                                               | Carolina di Baden                        | Carlo Luigi di Baden                       |  |  |       |  |  |                        |  |  |                      |  |
|                                  |                                               | Carolina di Baden                        | Carlo Luigi di Baden                       |  |  |       |  |  |                        |  |  |                      |  |
|                                  |                                               | Carolina di Baden                        | Amalia d'Assia-Darmstadt                   |  |  |       |  |  |                        |  |  |                      |  |
| Amalia in Baviera                |                                               | Carolina di Baden                        |                                            |  |  |       |  |  |                        |  |  |                      |  |
|                                  | Massimiliano, Principe Ereditario di Sassonia | Federico Cristiano, Elettore di Sassonia |                                            |  |  |       |  |  |                        |  |  |                      |  |
|                                  | Massimiliano, Principe Ereditario di Sassonia | Federico Cristiano, Elettore di Sassonia |                                            |  |  |       |  |  |                        |  |  |                      |  |
|                                  | Massimiliano, Principe Ereditario di Sassonia | Maria Antonia di Baviera                 |                                            |  |  |       |  |  |                        |  |  |                      |  |
| Giovanni di Sassonia             | Massimiliano, Principe Ereditario di Sassonia |                                          |                                            |  |  |       |  |  |                        |  |  |                      |  |
|                                  |                                               | Carolina di Parma                        | Ferdinando, Duca di Parma                  |  |  |       |  |  |                        |  |  |                      |  |
|                                  |                                               | Carolina di Parma                        | Ferdinando, Duca di Parma                  |  |  |       |  |  |                        |  |  |                      |  |
|                                  |                                               | Carolina di Parma                        | Arciduchessa Maria Amalia d'Austria        |  |  |       |  |  |                        |  |  |                      |  |
| Sofia di Sassonia                |                                               | Carolina di Parma                        |                                            |  |  |       |  |  |                        |  |  |                      |  |
|                                  |                                               | Massimiliano I Giuseppe di Baviera       | Federico Michele di Zweibrücken-Birkenfeld |  |  |       |  |  |                        |  |  |                      |  |
|                                  |                                               | Massimiliano I Giuseppe di Baviera       | Federico Michele di Zweibrücken-Birkenfeld |  |  |       |  |  |                        |  |  |                      |  |
|                                  |                                               | Massimiliano I Giuseppe di Baviera       | Maria Francesca del Palatinato-Sulzbach    |  |  |       |  |  |                        |  |  |                      |  |
| Amalia Augusta di Baviera        |                                               | Massimiliano I Giuseppe di Baviera       |                                            |  |  |       |  |  |                        |  |  |                      |  |
|                                  |                                               | Carolina di Baden                        | Carlo Luigi di Baden                       |  |  |       |  |  |                        |  |  |                      |  |
|                                  |                                               | Carolina di Baden                        | Carlo Luigi di Baden                       |  |  |       |  |  |                        |  |  |                      |  |
|                                  |                                               | Carolina di Baden                        | Amalia d'Assia-Darmstadt                   |  |  |       |  |  |                        |  |  |                      |  |
|                                  |                                               | Carolina di Baden                        |                                            |  |  |       |  |  |                        |  |  |                      |  |

## Titoli e trattamento
- 24 dicembre 1865 – 4 luglio 1892: Sua Altezza Reale, duchessa Amalia in Baviera
- 4 luglio 1892 – 26 maggio 1912: Sua Altezza Reale, Duchessa di Urach, Contessa di Württemberg, Duchessa in Baviera